# Karl Biedermann
Friedrich Karl Biedermann, född 25 september 1812 i Leipzig, död där 5 mars 1901, var en tysk filosof, publicist och politiker.
Biedermann blev 1838 extra ordinarie professor i filosofi vid Leipzigs universitet och ledde under marsdagarna 1848 till en del den revolutionära rörelsen i nämnda stad. Förutom av Vorparlamentet och Frankfurtparlamentet, i vilket han övergick till högra centern, var han ledamot av sachsiska lantdagens andra kammare (1849–50), där han på det ivrigaste förfäktade Preussens tyska enhetspolitik. Biedermann som alltsedan 1840-talets början varit ivrigt verksam som politisk publicist, avskedades 1853 till följd av en för regeringen misshaglig tidskriftsartikel, men återfick professuren 1865. Under mellantiden redigerade han 1855–63 den halvofficiella "Weimarer Zeitung" och blev sistnämnda år huvudredaktör för den i Leipzig utkommande "Deutsche Allgemeine Zeitung", vilken han ledde till 1879. Han tillhörde 1871–74 tyska riksdagen, där han var en framstående ledamot för Tyska nationalliberala partiet. 
Av Biedermanns många skrifter märks de mindre betydande filosofiska arbetena Fundamentalphilosophie (1837) och Die deutsche Philosophie von Kant bis auf unsere Tage (1842–43). Värdefullare är hans kulturhistoriska verk Deutschland im 18:ten Jahrhundert (1854–67, delvis ny upplaga 1880), 1840–1870. Dreißig Jahre deutscher Geschichte (två band, 1881–82; andra upplagan 1883), 1815–40. Fünfundzwanzig Jahre deutscher Geschichte (två band, 1890; jämte det föregående i ny upplaga 1891 under titeln Geschichte Deutschlands 1815–71, fyra band) samt Deutsche Volks- und Kulturgeschichte für Schule und Haus (tre band, 1885; fjärde upplagan 1901). Han utgav även Heinrich von Kleists "Briefe an seine Braut" (1884), ett par fosterländska dramer och självbiografin Mein Leben und ein Stück Zeitgeschichte 1812–1886 (två band, 1886).